# مدينة واحدة ومنتج واحد (جمهورية الصين)
مدينة واحدة ومنتج واحد (OTOP) هو مشروع بدأ عام 1989 تحت إشراف إدارة المشروعات الصغيرة ومتوسطة الحجم التابعة لوزارة الشئون الاقتصادية في جمهورية الصين من أجل الترويج لمنتجات الأراضي الخاضعة لحكم جمهورية الصين بما في ذلك تايوان.

## الإطار الزمني
في عام 1989، وبغرض تعزيز الشركات المحلية الموجودة في تايوان، قامت إدارة المشروعات الصغيرة ومتوسطة الحجم، وهي مؤسسة تابعة لوزارة الشئون الاقتصادية في تايوان، باقتباس مفهوم «مدينة واحدة ومنتج واحد» من اليابان، وشكلت فريقًا من الخبراء لاستكشاف بعض الصناعات المحلية وبعض المنتجات المميزة في تايوان. كان هذا الفريق يضم خبراء من مختلف التخصصات من التصميم والتمويل والتسويق الذين عملوا جنبًا إلى جنبٍ مع الشركات المحلية بغرض الترويج لمنتج تايواني متميزٍ وعلى وجه الخصوص ذلك المنتج الذي يكون مزيجًا بين التقاليد وفن تايوان الفريد من نوعه. في الوقت الحالى، يجمع مشروع مدينة واحدة ومنتج واحد أكثر من مائة شركةٍ من تايوان وبسكادورز وجزر ماتسو.
وتحت إشراف وثيق ومساعدةٍ من إدارة المشروعات الصغيرة والمتوسطة، حولت الشركات المحلية الموارد الطبيعية البسيطة إلى تحفٍ من الفن التايواني التقليدي المخلوط بلمسة الفنان التايواني. واليوم، يعرض يوميًا أكثر من ألف منتجٍ في مراكز مختلفة تتبع مشروع «مدينة واحدة ومنتج واحد» في جميع أنحاء الجزيرة.

## المنتجات
بإشراف وتشجيع من إدارة المشروعات الصغيرة ومتوسطة الحجم، يتم تصنيع جميع منتجات المشروع يدويًا ومن مواد متوفرة محليًا مع الاستفادة من الحكمة والمهارة المحلية التي يتوارثها جيلٍ وراء جيل.
يلقي هذا المشروع دعمًا قويًا من الحكومة التايوانية على مستويات مختلفة - وذلك من خلال تحديد المنتجات المناسبة للمشروع، وتقديم المشورة بشأن الإنتاج والتعبئة والتغليف والتصميم الذي يمكن أن يجتذب الأسواق المحلية والدولية.

## التحديات
من خلال الدعم الملائم من إدارة المشروعات الصغيرة ومتوسطة الحجم، يتم عرض العديد من المنتجات المختارة في مراكز مختلفة في أنحاء الجزيرة، وكذلك جرى تنظيم العديد من المعارض للترويج لهذه المنتجات عالية الجودة في الأسواق المحلية والدولية بمعرفة إدارة المشروعات الصغيرة ومتوسطة الحجم. كما تم إنشاء العديد من مواقع الإنترنت لتسويق إنتاج مدينة تايوان من خلالها.

## معارض مدينة واحدة ومنتج واحد
منذ العام الماضي وخلال هذا العام تم افتتاح اثنين من معارض مشروع «مدينة واحدة ومنتج واحد» في كاوهسيونغ وفي مركز تايبيه المالي (أو ما يعرف بتايبيه 101) لتمكين المشترين الدوليين ومختلف السياح من الوصول بشكلٍ أفضل إلى المنتجات التقليدية المنتجة في إطار مشروع «مدينة واحدة ومنتج واحد» - مشروع تايوان.